# Fritz Rausenberger

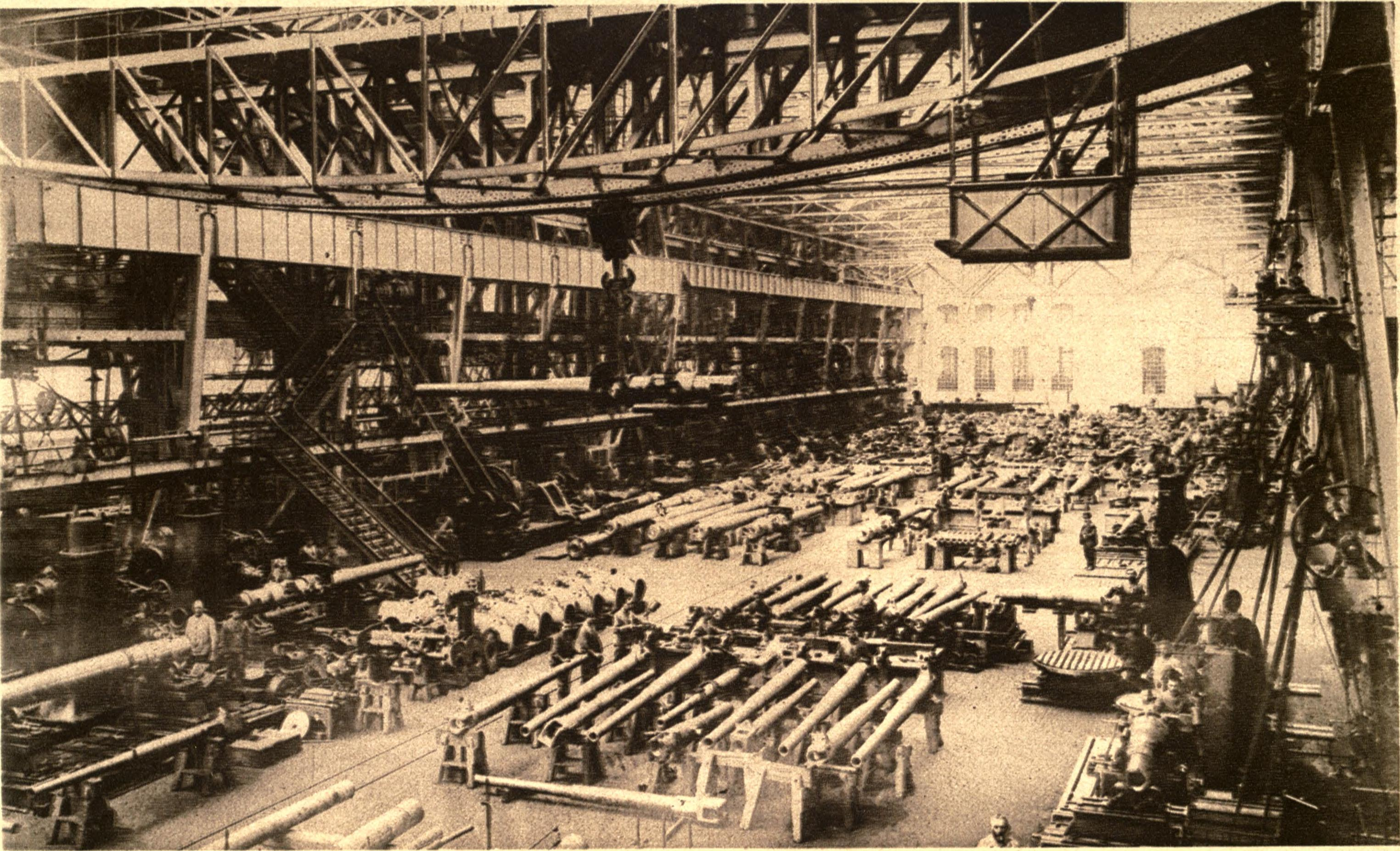
Usine Krupp fabricant des pièces d'artillerie durant la Première Guerre mondiale.

Friedrich Rausenberger (alias Fritz Rausenberger, né le 13 février 1868 à Francfort-sur-le-Main; † le 28 avril 1926 à Munich) est un spécialiste allemand de l'artillerie, père de la « Grosse Bertha ».

## Biographie
Rausenberger étudia les mathématiques et la physique en 1886-87 à l'université de Munich avant d'être admis comme enseigne (élève sous-officier) au 12e régiment royal d'artillerie de campagne de Saxe basé à Metz, et de pouvoir suivre les cours de l'École de guerre à Hanovre. De 1890 à 92, il suivit les cours de mathématiques, de balistique et de construction des armements à l’École de l'artillerie et du génie de Charlottenburg puis de 1893 à 96, de génie mécanique à l’Institut technique de Charlottenburg. 
Recruté chez Krupp AG, il fut affecté comme chef-constructeur au département « matériels d'artillerie » à Essen, dirigé alors par Max Dreger (1852-1929), il fut admis au directoire de l'entreprise en 1901 et en devint même sociétaire en 1904. À la demande du général von Schlieffen, il travailla à partir de 1904 sur un projet d'obusier lourd, achevé en 1914 et qui devait devenir célèbre sous l'appellation familière de Grosse Bertha. 
Vers 1905, les autorités militaires prussiennes le recrutèrent comme professeur de conception des armements pour la toute nouvelle Académie des techniques militaires de Berlin-Charlottenburg (Militärtechnische Akademie), poste dont il démissionna dès 1906, pour se consacrer à la rédaction de son traité « Théorie du recul des canons » (Theorie der Rohrrücklaufgeschütze), puis à sa tâche de directeur suppléant de l'usine d'Essen. Avec la démission de Dreger en juillet 1910, et la séparation des deux branches de l'usine, Krupp choisit Rosenberg et Rudolf Hartwig (1867–1924) comme nouveaux directeurs. 
Rausenberger construisit des canons et des obus pour la Marine de guerre et développa les premiers canons lourds à « affût escamotable » (une conception que l'Amirauté britannique devait juger « dépassée » en 1912). 
Lorsqu’à l'automne 1914, le Haut-Commandement examina comment bombarder le port de Douvres depuis la côte française, et sollicita Krupp à ce sujet, Rausenberger proposa le tir indirect d’une ogive aérodynamique. Lors des premiers essais sur le champ de tir de Meppen, ce projectile alla plus loin que prévu, car on n'avait pas pris en compte la diminution de la résistance de l'air en haute altitude. Rausenberger devait tirer les conséquences de cette expérience lorsqu'avec son assistant Otto von Eberhard il mit au point les Pariser Kanonen : ce furent d'abord des canons dont la longueur rayée était 45 fois celle du calibre (350 mm), avec un avant-tube de 21 m, qui auraient dû équiper un croiseur expérimental, l’Ersatz Freja ; mais ce projet naval fut abandonné au début de 1918 et il avait bien fallu réaffecter les tubes déjà coulés,.
Avec le retour à la vie civile, Rausenberger fut appelé en 1921 au conseil de surveillance du groupe Krupp AG.

## Source
- (de) Cet article est partiellement ou en totalité issu de l’article de Wikipédia en allemand intitulé « Fritz Rausenberger » (voir la liste des auteurs).